# Стари надгробни споменици у Јабланици
Стари надгробни споменици у Јабланици (Општина Горњи Милановац) у порти Цркве Успења Пресвете Богородице и на сеоском гробљу представљају споменичке групе које чине важан извор података за проучавање генезе становништва овог краја.

## Јабланица
Село Јабланица смештено је у јужном делу општине, у непосредној близини Горњег Милановца. Граничи се са селима Луњевица, Грабовица  и Горња Врбава, а са југа селима Остра и Вујетинци општине Чачак.
Насеље је основано у средњем веку. Тада је, према народном предању, носило име Тријеска по оближњем истоименом утврђењу. У турским дефтерима Јабланица је била подељена на Средњу, Горњу и Доњу. Поновно насељавање почиње крајем 18. и почетком 19. века, највише житељима из Старог Влаха, околине Ужица и Чачка.
Село је разбијеног типа, смештено на косама  развођа река Чемерница и Гружа. Сеоска слава је Бела Субота.

### Сеоско гробље
Јабланичко гробље налази се на потесу Гај, северно од Гајчанског потока. Сачуван је релативно велики број старих надгробних споменика, међу којима преовладавају вертикалне плоче са узвишеним крстом и мотивом руке која држи крст или неки други предмет карактеристичан за покојника.